# 中国人民解放军空军拉萨基地
中国人民解放军空军拉萨基地，位于西藏自治区拉萨市，隶属中国人民解放军西部战区空军。

## 沿革
1962年，正当中印边境自卫反击战准备进行时，王德全奉命自北京赴西藏拉萨，组建“中国人民解放军空军拉萨指挥所”，隶属中国人民解放军兰州军区空军。经过几年努力，王德全等人按期完成了扩建当雄机场的任务，并新建了日喀则机场、贡嘎机场，使这三个机场形成三角，同时在上千平方公里的西藏边陲建起了雷达站及无线电侦听网。1969年1月底，空军拉萨指挥所及下属驻藏部队，从中国人民解放军兰州军区空军划归中国人民解放军成都军区空军指挥所建制领导。1985年8月15日，中央军委批准，成都军区空军指挥所与昆明军区空军指挥所合并，整编成中国人民解放军成都军区空军（1985年9月正式成立）。1985年8月，空军拉萨指挥所缩编成中国人民解放军成都军区空军拉萨办事处。1987年，成都军区空军拉萨办事处扩编为中国人民解放军空军拉萨指挥所，执行副师级权限。
在2016年深化国防和军队改革前，空军拉萨指挥所隶属于中国人民解放军成都军区空军。
2017年4月18日，中共中央总书记、国家主席、中央军委主席习近平在北京八一大楼接见新调整组建的84个军级单位主官，并对各单位发布训令；中共中央政治局委员、中央军委副主席许其亮宣读习近平主席签发的中央军委关于调整组建军兵种部队和省军区系统军级单位的命令、决定。在这次军级单位调整组建中，新组建中国人民解放军空军拉萨基地，副军级，隶属中国人民解放军西部战区空军。

## 历任领导

### 空军拉萨指挥所
| 司令员 …… - 郭吉如（1983年—1985年） - 程学良 空军少将（1985年8月—1995年12月） - 黄鹤成 空军大校（1995年12月—2002年8月） - 崔志国 空军大校（2002年8月—2006年7月） - 胡刚 空军大校（2005年12月—2009年12月） - 蔡自华 空军大校（2009年12月—2017年4月） | 政治委员 …… - 杨汉文（？—？） …… - 李景富（1983年—1985年） - 周延水 空军少将（1985年8月—1990年6月） - 张国英 空军少将（1990年6月—1995年12月） - 于曙光 空军少将（1995年12月—2002年8月） - 张书冬 空军大校（2002年8月—2005年12月） - 侯文超 空军大校（2006年10月—2010年） - 王伟 空军大校（2010年—2015年） - 张守良 空军大校（2015年—2016年） |

### 空军拉萨基地
| 司令员 - 蔡自华 空军大校（2017年4月—） | 政治委员 - 陈作松 空军少将（2017年4月—） |